# South Africa International 1997
Die South Africa International 1997 im Badminton fanden vom 25. bis zum 28. Juli 1997 in Kroonstad statt. Auf der IBF-Turnierskala erreichte es die Wertung B.

## Sieger und Platzierte
| Disziplin    | Gold                        | Silber                          | Bronze                                 |
| ------------ | --------------------------- | ------------------------------- | -------------------------------------- |
| Herreneinzel | Johan Kleingeld             | Kayode Akinsanya                | Warren Parsons                         |
| Herreneinzel | Johan Kleingeld             | Kayode Akinsanya                | Herbert Miles                          |
| Dameneinzel  | Michelle Edwards            | Lina Fourie                     | Olamide Toyin Adebayo                  |
| Dameneinzel  | Michelle Edwards            | Lina Fourie                     | Monique Ric-Hansen                     |
| Herrendoppel | Anton Kriel Nico Meerholz   | Johan Kleingeld Gavin Polmans   | Stephan Beeharry Denis Constantin      |
| Herrendoppel | Anton Kriel Nico Meerholz   | Johan Kleingeld Gavin Polmans   | Warren Parsons Paul Woodroffe          |
| Damendoppel  | Lina Fourie Tracey Thompson | Meagen Burnett Michelle Edwards | Beverley Meerholz Vanessa van der Walt |
| Damendoppel  | Lina Fourie Tracey Thompson | Meagen Burnett Michelle Edwards | Marika Daubern Isebel Visser           |
| Mixed        | Johan Kleingeld Lina Fourie | Nico Meerholz Tracey Thompson   | Gerhard Herselman Chantal Botts        |
| Mixed        | Johan Kleingeld Lina Fourie | Nico Meerholz Tracey Thompson   | Warren Parsons Michelle Edwards        |